# کول فایر (آلاباما)
کول فایر (به انگلیسی: Coal Fire) یک منطقهٔ مسکونی در ایالات متحده آمریکا است که در شهرستان پیکنز، آلاباما واقع شده‌است. کول فایر ۸۶ متر بالاتر از سطح دریا قرار دارد.